# Luci Calpurni Pisó (cònsol any 57)
Luci Calpurni Pisó (en llatí Lucius Calpurnius Piso) va ser un magistrat romà, fill de Luci Calpurni Pisó (cònsol any 27) (Lucius Calpurnius Piso). Formava part de la gens Calpúrnia, una antiga i influent família romana d'origen plebeu.
Va ser cònsol l'any 57 juntament amb el mateix emperador Neró. L'an 66 era l'encarregat de les finances públiques, càrrec que compartia amb altres dos nobles de rang consular. Després va ser enviat com a procònsol a l'Àfrica. Durant el seu mandat va esclatar la guerra civil, l'any dels quatre emperadors, i tant ell com tota la província es van pronunciar a favor de Vitel·li. El comandat de la legió estava en contacte secret amb Vespasià i el va denunciar. Pisó va morir assassinat l'any 76 després de ser presentat com un dels conspiradors contra Vespasià, que acabava d'obtenir l'imperi.